# Tortula capillaris
Tortula capillaris là một loài Rêu trong họ Pottiaceae. Loài này được (Dixon ex P.C. Chen) R.H. Zander miêu tả khoa học lần đầu tiên vào năm 1993.